# رينالدو دا سيلفا
رينالدو دا سيلفا (25 مايو 1984 ببورتو أليغري في البرازيل - ) هو لاعب كرة قدم برازيلي في مركز الوسط. لعب مع أتلتيكو براغانتينو وجامعة كلوج وكيلمس ونادي أيه بي سي ونادي الفيصلي ونادي بالميراس ونادي سيينا ونادي كالمار وناسيونال ماديرا ونادي إيتوانو وأمريكا دي ناتال ‏ ونادي ناوتيكو.

## وصلات خارجية
- رينالدو دا سيلفا على موقع قاعدة بيانات كرة القدم.إي يو (الإنجليزية)
- رينالدو دا سيلفا على موقع Soccerway.com (الإنجليزية)